# 摩卡氏靈芝珊瑚
摩卡氏靈芝珊瑚（学名：Lithophyllon mokai）为蕈珊瑚科靈芝珊瑚屬下的一个种。